# Polyrhachis demangei
Polyrhachis demangei é uma espécie de formiga do gênero Polyrhachis, pertencente à subfamília Formicinae.